# 西环街道
西环街道，是中华人民共和国内蒙古自治区巴彦淖尔市临河区下辖的一个乡镇级行政单位。

## 行政区划
西环街道下辖以下地区：
泰城社区、花城社区、四季社区、花都社区、长青社区和河套社区。